# بوريس أرسينييف
بوريس أرسينييف (مواليد 1888) هو مبارز بالسيف روسي، مثّل بلاده في الألعاب الأولمبية الصيفية 1912.

## روابط خارجية
بوريس أرسينييف على موقع أوليمبيديا (الإنجليزية)